# Bedlam in Paradise
Bedlam in Paradise (br.: O paraíso não é para patetas) é um filme de curta metragem estadunidense de 1955, dirigido por Jules White. É o 162º de um total de 190 filmes da série com os Três Patetas produzida pela Columbia Pictures entre 1934 e 1959.

## Enredo
Shemp morre na cama e vai para o céu, onde encontra o administrador do lugar chamado Tio Mortimer (Moe). Shemp é avisado que não se comportou bem enquanto esteve vivo e que por isso o Diabo (Philip Van Zandt) quer a sua alma. Mortimer oferece a Shemp uma chance de se redimir, deixando-o voltar à Terra como um fantasma invisível para vigiar Moe e Larry. O Diabo insiste e tenta convencer Shemp a aceitar o Inferno, mostrando a ele a incendiária dançarina Hellen Blazes (Sylvia Lewis). Shemp resiste e pega o trem para a Terra, sem antes se chocar contra uma nuvem de chuva e ficar todo molhado.
Na Terra, um advogado trapaceiro (Vernon Dent) tenta ficar com a herança de Shemp (140 dólares "guardados" numa meia) mas o Pateta consegue ajudar Moe e Larry a retomarem o dinheiro e, a custo de algumas pancadas, dividirem-no igualmente como ele queria. Pouco tempo depois, o "Senhor Heller" (o Diabo disfarçado) dá a Moe e Larry algumas ideias para trapaças como uma caneta cuja tinta é creme de leite e os dois tentam enganar um casal de financistas oferecendo-lhes o invento. Shemp sabota o invento e todos saem cobertos de creme de leite. Nesse momento Shemp acorda e percebe que estava sonhando. Quando ele conta aos dois amigos sobre o invento, Moe lhe joga creme de leite no rosto e lhe dá uma caneta. Shemp então começa a escrever uma carta ao Senhor Mortimer.